# Meduna (Göttin)
Meduna ist eine keltische Göttin, die in einer Inschrift aus Bad Bertrich zusammen mit Vercana genannt wird.

## Deutung
Meduna wird manchmal mit dem gallischen Wort medu- für Met in Verbindung gebracht, sie wäre somit eine Göttin der Honigweinherstellung oder wie die irische Medb „die Berauschende“, „die Berauschung“ oder „die Berauschte“.
Denkbar ist auch, dass Meduna und Vercana wegen der Nennung auf einer Brunnenschale die Quellgöttinnen der warmen Heilquellen von Bad Bertrich waren. Für die Deutung als Quellgöttin sprechen zudem die Flussnamen Meduana (heute: Mayenne) in den Pays de la Loire und Meduna in Venetien.

## Einzelbelege
1. ↑  CIL 13, 07667 – De(a)e Vercan(a)e / et Medun(a)e / L(ucius) T() Acc(e)ptus / v(otum) s(olvit) l(ibens) m(erito)]
2. ↑  Helmut Birkhan: Kelten, Versuch einer Gesamtdarstellung ihrer Kultur. Verlag der Österreichischen Akademie der Wissenschaften, Wien 1997, ISBN 3-7001-2609-3, S. 530, Fußnote 3 und 4.
3. ↑  Siegfried Gutenbrunner: Die germanischen Götternamen der antiken Inschriften; Halle 1936